# Andretti Bain
Andretti Bain, född den 1 december 1985 i Nassau, är en friidrottare från Bahamas som tävlar på 400 meter.
Bain deltog vid Olympiska sommarspelen 2008 där han slutade sjua i semifinalen på 400 meter och därmed inte tog sig vidare till finalen. Däremot blev det en silvermedalj i stafetten över 4 x 400 meter efter USA.